# 小金口街道
小金口街道，是中华人民共和国广东省惠州市惠城区下辖的一个乡镇级行政单位。

## 行政区划
小金口街道下辖以下地区：
金青社区、金源社区、小铁村、乌石村、青塘村、柏岗村、金鸡村、白石村和九龙村。

## 交通
- 京九铁路：惠州站